# Pagamenti diretti
I pagamenti diretti sono contributi finanziari da parte dello Stato agli agricoltori con l'obiettivo di sostenere una produzione agricola conforme ad uno sviluppo generale della ricchezza e del reddito, come definito ad esempio dalla legge tedesca sull'agricoltura. 
I pagamenti diretti hanno sostituito i sussidi per la produzione dopo che l'Uruguay Round per un accordo generale sulle tariffe doganali e sul commercio ha deciso di sopprimerli.

## Storia
In Svizzera, la politica agricola si è fortemente sviluppata verso il protezionismo a partire dalla prima guerra mondiale, in cui il paese non è stato direttamente coinvolto ma nonostante ciò ha dovuto lottare con la carenza di cibo. Il primo passo fu il regime del grano del 1929: questo regime obbligava il governo federale ad acquistare il grano di produzione svizzera ad un prezzo attrattivo fissato dal Consiglio federale, in modo da promuoverne la coltivazione. Il governo federale si impegnava dunque a pagare un prezzo elevato agli agricoltori di grano per poi vendere il grano a un prezzo significativamente più basso rispetto a quello importato; la differenza era coperta da fondi fiscali. 
Dopo la seconda guerra mondiale, dominata dal piano Wahlen, l'economia pianificata per l'autosufficienza si è ulteriormente rafforzata con gli articoli economici riveduti del 1947 e la legge agricola basata su di essi: per il latte e i prodotti lattiero-caseari, ad esempio, potevano ora essere decretate se necessario restrizioni quantitative all'importazione, oppure i prezzi all'importazione più convenienti avrebbero potuto essere soggetti a un sovrapprezzo doganale.
Dopo la fine della guerra fredda, con l'attenuazione della minaccia militare e della conseguente necessità di un alto grado di autosufficienza, la pressione politica per affossare l'isola dei prezzi elevati della Svizzera ha cominciato ad aumentare. I sussidi per i prodotti sono stati progressivamente sostituiti da pagamenti diretti, i quali svolgono la duplice funzione di soddisfare gli interessi dei consumatori e di assecondare le richieste dell'OMC in merito al libero scambio e al maggior rispetto dell'ambiente.
Nel 2017 circa 2,8 miliardi di franchi svizzeri sono stati versati a oltre 45'000 aziende svizzere, per una media di 54'000 franchi. Quasi 6'000 aziende hanno ricevuto oltre 100'000 franchi; nello stesso anno causa di varie violazioni i pagamenti diretti sono stati tuttavia ridotti 7'145 aziende (circa il 16%); nella metà dei casi si è trattato di violazioni dell'ambito del benessere o della protezione degli animali.
Nel novembre 2008, i ministri dell'agricoltura dell'UE hanno concordato che gli agricoltori avrebbero ricevuto il 10% in meno dei contributi finanziari diretti a partire 2013, comunicando l'impossibilità di attuare tagli più massicci da parte della Commissione europea. Dopo la scadenza, la Germania è stata l'ultimo paese dell'Unione europea a pubblicare i dati sui beneficiari di sussidi dell'UE nel settore agricolo. Solo la Baviera ha temporaneamente rifiutato. Nel novembre 2010, la Corte di giustizia europea ha stabilito che la pubblicazione dei beneficiari di sussidi UE nel settore agricolo nella forma precedente violava il diritto europeo. In passato la protezione dei dati non era stata sufficientemente presa in considerazione e la pubblicazione dei nomi dei destinatari dei contributi e del loro importo su Internet era eccessiva. Di conseguenza, la pubblicazione è stata sospesa fino alla revisione del regolamento. Nel 2015 le informazioni sono state quindi nuovamente pubblicate a partire dal 2014, l'anno della sovvenzione. Per la prima volta vengono menzionati anche i singoli beneficiari di aiuti agricoli. Oltre ai piccoli agricoltori, le aziende elettriche e le società di macellazione europee sono tra i destinatari.

## Struttura e contenuto dei pagamenti diretti
I pagamenti diretti non sono sussidi relativi ai prodotti bensì contributi concessi sulla base di requisiti specifici (variabili nel tempo). I pagamenti diretti vengono performati da tutte le nazioni industrializzate occidentali.
Oltre ai pagamenti diretti per la compensazione degli svantaggi nell'ubicazione e le difficoltà di gestione, ad es. per le zone montane (indennità di pendio), ci sono pagamenti diretti per servizi "volontariamente" prestati (per esempio i contributi estivi). I pagamenti diretti sono uno strumento di controllo centrale nella politica agricola. Esistono contributi diretti generali (solitamente non differenziati in base all'uso o all'area) e contributi diretti per l'ecologia (collegati a misure specifiche).
I contributi per l'ecologia intendono creare incentivi per la gestione rispettosa dell'ambiente. Sono molto meno controversi dei pagamenti diretti generali perché forniscono un servizio che è richiesto anche da ampie fasce della popolazione. In alcuni casi tuttavia, sono presenti controversie riguardanti la compensazione della rinuncia ad eccessivi inquinamenti del suolo e delle acque sotterranee causate dall'utilizzo di fertilizzanti dannosi. In altri settori produttivi infatti (ad es. industria pesante) alcuni requisiti ecologici minimi sono stabiliti dalla legge senza che i produttori abbiano diritto a pagamenti compensativi. L'economia agricola in tutti i paesi industrializzati sviluppati è caratterizzata dal sistema di sussidi e da un forte protezionismo.
Dal 2005, i pagamenti diretti nell'UE comportano una vasta serie di obblighi in materia di ambiente, natura e benessere degli animali. L'adempienza a questi obblighi viene esaminata con ispezioni a sorpresa che possono comportare riduzioni notevoli nei pagamenti in caso di violazioni.
I pagamenti diretti sono uno degli elementi centrali della politica agricola. Consentono una separazione delle politiche dei prezzi dalle politiche dei redditi e dalla produzione e degli utili. Gli agricoltori ricevono contributi finanziari dallo stato per determinati servizi, ad es. la cura del paesaggio culturale, la conservazione delle risorse naturali, un contributo all'insediamento decentralizzato o alla produzione di materie prime rinnovabili. Gli agricoltori ricevono pure contributi di base per la lavorazione di terreni agricoli.
Inoltre, gli agricoltori particolarmente impegnati a proteggere l'ambiente e gli animali ricevono pagamenti diretti supplementari (in Svizzera, secondo l'ordinanza sulla qualità ecologica, ÖQV). Tuttavia, questi pagamenti aggiuntivi, soggetti a rigorosi requisiti ecologici, rappresentano una parte trascurabile rispetto ai pagamenti diretti principali. L'effetto di questi contributi aggiuntivi sul promuovimento di pratiche agricole ecologiche è quindi controverso.

## Controversie rispetto ai pagamenti diretti
La gestione della politica agricola in Occidente è fortemente criticata da molti paesi in via di sviluppo. In particolare nel settore primario, i paesi in via di sviluppo avrebbero una buona opportunità di partecipare all'economia globale a causa dei bassi costi di produzione. A causa dei pagamenti diretti per la produzione locale i paesi in via di sviluppo subiscono uno svantaggio competitivo importante e sono dunque sistematicamente esclusi da dall'economia globale.
In Svizzera anche il sistema di distribuzione dei pagamenti diretti (per un totale di 4,1 miliardi di franchi svizzeri all'anno) è fonte di controversie in quanto una parte significativa dei contributi (circa 900 milioni di franchi svizzeri) non viene destinato direttamente all'agricoltura, ma a società di amministrazione, consulenti, o istituti di ricerca agricola. Il modello di pagamento diretto in Svizzera è attualmente rivalutato e verranno presumibilmente introdotte nuove strategie di gestione. Questo processo viene indicato dall'amministrazione interna come "ulteriore sviluppo dei pagamenti diretti, WDZ ".

## Pagamenti diretti per l'ecologia in Svizzera (rappresentano solo una parte dei pagamenti diretti)
In Svizzera, gli agricoltori ricevono annualmente tra le altre cose per alcune aree di compensazione ecologica i seguenti contributi:
- Tipo 1: prati utilizzati estensivamente

Zona seminativa, zona di transizione : 1500 CHF / ha; Zona collinare : 1200 CHF / ha, zona di montagna I e II 700 CHF / ha, zona di montagna III e IV: 450 CHF / ha
- Tipo 4: prati utilizzati poco intensivamente

Zona seminativa, zona di transizione, zona collinare: 650 CHF / ha; Zona di montagna I e II 450 CHF / ha, zona di montagna III e IV: 300 CHF / ha
- Tipo 5: aree di diffusione

Zona seminativa, zona di transizione: 1500 CHF / ha; Zona collinare: 1200 CHF / ha, zona di montagna I e II 700 CHF / ha, zona di montagna III e IV: 450 CHF / ha
- Tipo 6: strisce di campo

Zona seminativa, zona di transizione, zona collinare: 1500 CHF / ha
- Tipo 7A: terreno incolto

Zona seminativa, zona di transizione, zona collinare: 3000 CHF / ha
- Tipo 7B: maggese a rotazione

Zona seminativa, zona di transizione, zona collinare: 2500 CHF / ha
- Tipo 8: alberi da frutta in volume o a parete

tutte le zone: 15 CHF / albero
- Tipo 10: siepi, alberi da campo e da banco

Zona seminativa, zona di transizione: 1500 CHF / ha; Zona collinare: 1200 CHF / ha, zona di montagna I e II 700 CHF / ha, zona di montagna III e IV: 450 CHF / ha